# Brandon Taylor (football américain)
Pour les articles homonymes, voir Brandon Taylor (homonymie).
(en) Statistiques sur pro-football-reference
Brandon Alex Taylor, né le 29 janvier 1990, est un américain, joueur professionnel de football américain en National Football League (NFL) au poste de safety. 
Auparavant, au niveau universitaire, Il joue pour les Tigers de LSU représentants l'Université d'État de Louisiane en NCAA Division I FBS.
La franchise des Chargers de San Diego le sélectionne en 73e choix global lors du troisième tour de la draft 2012 de la NFL. Il était considéré comme un des meilleurs safety à s'y présenter.

## Carrière universitaire
Taylor fréquente l'Université d'État de Louisiane de 2008 à 2011. Au cours de sa carrière universitaire, il est titulaire lors de 33 matchs sur 49 joués et il y comptabilise 160 tackles, quatre interceptions et un sack.

## Carrière professionnelle
Taylor est sélectionné en 73e choix global lors du troisième tour de la draft 2012 de la NFL par les Chargers de San Diego. Le 26 décembre 2012, il est placé sur la liste des réservistes à la suite d'une blessure au genou. Le 19 juin 2014, Taylor est libéré par les Chargers.

## Vie personnelle
Son frère aîné Curtis Taylor, également safety, est sélectionné par les 49ers de San Francisco au septième tour de la draft 2009 de la NFL  après avoir joué au niveau universitaire pour les Tigers de LSU.